# Nature Research
Nature Research, bis 2016 Nature Publishing Group (NPG), ist ein international agierender Verlag für wissenschaftliche Publikationen und Datenbanken. Er gehört seit 2015 zu Springer Nature.
Hauptsächlich ist der Verlag im naturwissenschaftlichen und medizinischen Bereich (STM: Science, Technology, Medicine) tätig. Bekannte Zeitschriften von Nature Research sind vor allem Nature und Scientific American. Neben dem Hauptsitz in London ist Nature Research unter anderem auch mit Büros in New York City, San Francisco, Seoul, Washington, Tokyo, Paris und München vertreten.

## Zeitschriften
Flaggschiffe:
- Nature
- Scientific Reports
- Scientific American (populärwissenschaftlich)

Nature-Familie:
- Nature Astronomy
- Nature Biomedical Engineering
- Nature Biotechnology
- Nature Catalysis
- Nature Cell Biology
- Nature Chemical Biology
- Nature Chemistry
- Nature Climate Change
- Nature Communications
- Nature Ecology & Evolution
- Nature Electronics
- Nature Energy
- Nature Genetics
- Nature Geoscience
- Nature Human Behaviour
- Nature Immunology
- Nature Materials
- Nature Medicine
- Nature Metabolism
- Nature Methods
- Nature Microbiology
- Nature Nanotechnology
- Nature Neuroscience
- Nature Photonics
- Nature Physics
- Nature Plants
- Nature Protocols
- Nature Structural & Molecular Biology
- Nature Sustainability

Weitere Zeitschriften:
- Acta Pharmacologica Sinica (APS)
- British Dental Journal (BDJ)
- BDJ Open
- BDJ Team
- Blood Cancer Journal
- Bone Marrow Transplantation
- Bone Research
- BoneKEy Reports
- British Journal of Cancer
- Cancer Gene Therapy
- Cell Death & Differentiation
- Cell Death & Disease
- Cell Death Discovery
- Cell Discovery
- Cell Research
- Cellular & Molecular Immunology
- Clinical & Translational Immunology
- Clinical and Translational Gastroenterology
- Communications Physics
- Evidence Based Dentistry (EBD)
- European Journal of Clinical Nutrition (EJCN)
- Emerging Microbes & Infections
- Experimental & Molecular Medicine (EMM)
- European Journal of Human Genetics
- Eye
- Gene Therapy
- Genes & Immunity
- Genetics in Medicine
- Heredity
- Horticulture Research
- Human Genome Variation
- Hypertension Research
- International Journal of Oral Science (IJOS)
- Immunology & Cell Biology
- International Journal of Impotence Research: The Journal of Sexual Medicine
- International Journal of Obesity
- Journal of Exposure Science and Environmental Epidemiology
- Journal of Human Genetics
- Journal of Human Hypertension
- Journal of Perinatology
- Lab Animal
- Laboratory Investigation
- Leukemia
- Light: Science & Applications
- Microsystems & Nanoengineering
- Modern Pathology
- Molecular Psychiatry
- Molecular Therapy
- Molecular Therapy – Methods & Clinical Development
- Molecular Therapy – Nucleic Acids
- Molecular Therapy – Oncolytics
- Mucosal Immunology
- Neuropsychopharmacology
- NPG Asia Materials
- Nutrition & Diabetes
- Oncogene
- Oncogenesis
- Pediatric Research
- Polymer Journal
- Prostate Cancer and Prostatic Diseases
- Scientific Data
- Signal Transduction and Targeted Therapy
- Spinal Cord
- Spinal Cord Series and Cases
- The American Journal of Gastroenterology (AJG)
- The ISME Journal
- The Journal of Antibiotics
- The Pharmacogenomics Journal
- Translational Psychiatry

sowie eine Reihe von Review-Zeitschriften.